# Motore Poissy Type 6J
Il motore Poissy Type 6J è un motore a scoppio prodotto dal 1975 al 1985 dalla Casa automobilistica francese SIMCA.

## Caratteristiche
Si tratta di un motore derivato direttamente dal 1.4 6Y, sempre di fabbricazione Simca (anche se oramai da anni il marchio di Poissy orbitava intorno alla Chrysler). Dell'unità motrice originaria venne conservata la misura della corsa dei cilindri, pari a 78 mm, mentre venne aumentato l'alesaggio, che passò da 76.7 ad 80.6 mm, per una cilindrata complessiva di 1592 cm³.

Per il resto, le caratteristiche del motore 6J riprendevano quanto già proposto nei precedenti motori di cilindrata inferiore. In generale, le caratteristiche del motore 6J furono le seguenti:
- architettura a 4 cilindri in linea;
- basamento e monoblocco in ghisa;
- testata in lega leggera;
- alesaggio e corsa: 80.6x78 mm;
- cilindrata: 1592 cm³;
- testata a due valvole per cilindro;
- distribuzione ad un asse a camme laterale con valvole in testa;
- alimentazione a carburatore;
- rapporto di compressione pari a 9.35:1;
- albero a gomiti su 5 supporti di banco.

Questo motore fu prodotto principalmente in tre varianti, tutte con carburatore doppio corpo e molto vicine tra loro come prestazioni, poiché spuntano potenze di 88, 90 e 92 CV. La variante più potente differiva dalle altre due per l'accensione ottimizzata. Non mancò comunque una quarta variante depotenziata a 70 CV ed alimentata con un carburatore monocorpo. Tale versione fu proposta sul finire della carriera del motore 6J, in sostituzione del motore 1.4 6Y1 dalle prestazioni simili.
Di seguito vengono riepilogate le caratteristiche e le applicazioni delle tre varianti del motore 6J:
| Variante | Alimentazione            | Potenza CV/rpm | Coppia Nm/rpm | Applicazioni           | Anni di produzione |
| -------- | ------------------------ | -------------- | ------------- | ---------------------- | ------------------ |
| 6J1      | Carburatore monocorpo    | 70/5200        | 130/3000      | Talbot Solara LS       | 1982-85            |
| 6J2      | Carburatore doppio corpo | 88/5400        | 132/3000      | Simca 1309 SX          | 1978-79            |
| 6J2      | Carburatore doppio corpo | 88/5400        | 132/3000      | Talbot 1510 SX         | 1979-81            |
| 6J2      | Carburatore doppio corpo | 88/5400        | 132/3000      | Talbot Solara GLS/SX   | 1980-81            |
| 6J2      | Carburatore doppio corpo | 90/5400        | 132/4000      | Talbot 1510 GLS/SX     | 1981-85            |
| 6J2      | Carburatore doppio corpo | 90/5400        | 132/4000      | Talbot Solara GLS/SX   | 1981-85            |
| 6J2      | Carburatore doppio corpo | 90/5400        | 132/4000      | Talbot Horizon Premium | 1982-85            |
| 6J2A     | Carburatore doppio corpo | 92/5600        | 132/3200      | Matra Murena 1.6       | 1981-83            |